# جيمس ماكنزي
جيمس ماكنزي (بالإنجليزية: James McKenzie)‏ (13 أغسطس 1903 – 8 يناير 1931) هو ملاكم من المملكة المتحدة راحل، مثّل بلاده في الألعاب الأولمبية الصيفية 1924.

## روابط خارجية
جيمس ماكنزي على موقع اللجنة الأولمبية الدولية (الإنجليزية)
- جيمس ماكنزي على موقع أوليمبيديا (الإنجليزية)